# Campionati europei di concorso completo 2003
I Campionati europei di concorso completo 2003 si sono svolti a Punchestown, in Irlanda.

## Podi
| Evento           | Oro              | Argento         | Bronzo        |
| Gara individuale | Nicolas Touzaint | Linda Algotsson | Pippa Funnell |
| Gara a squadre   | Regno Unito      | Francia         | Belgio        |

## Medagliere
| Posiz. | Nazione     | Oro | Argento | Bronzo | Totale |
| ------ | ----------- | --- | ------- | ------ | ------ |
| 1      | Francia     | 1   | 1       | 0      | 2      |
| 2      | Regno Unito | 1   | 0       | 1      | 2      |
| 3      | Svezia      | 0   | 1       | 0      | 1      |
| 4      | Belgio      | 0   | 1       | 0      | 1      |
| Totale | Totale      | 2   | 2       | 2      | 6      |